# Horgefjord
De Horgefjord is een Noorse fjord in het zuidelijk deel van de takken van de Boknafjorden op de grens tussen de gemeenten Stavanger en Strand in de provincie Rogaland. Het is een centrale fjord en grenst aan verschillende andere fjorden in het gebied. In het westen ligt de Åmøyfjord, die doorloopt naar Byfjorden en het centrum van Stavanger. In het noorden ligt Hidlefjorden, in het oosten ligt de Idsefjord, in het zuidoosten ligt de Høgsfjord, dat doorloopt naar de Frafjord en de Lysefjord, en in het zuiden ligt de Gandsfjord.
De fjord is ongeveer zes kilometer lang en ongeveer even breed. Het diepste punt, ten noordwesten van het eiland Heng is 226 m diep.
Midden in de Horgefjord ligt het eiland Horge, waarnaar de fjord is vernoemd. Eilanden rond de Horgefjord zijn Hidle in het noorden, Heng in het oosten, Lindøy en Vassøy in het zuiden en Åmøy in het noordwesten. Een aantal eilandjes liggen tussen de Horgefjord en de Åmøyfjord. Tussen Horge en Vassøy ligt Vassøyosen, dat deel uitmaakt van de fjord.
De overvaart over de fjord tussen Stavanger en Tau werd tot 2019 verzorgd door de veerdienst Stavanger - Tau. Dat jaar werd evenwel de Ryfylketunnel onder de fjord geopend waarmee de Nationale weg 13 die Stavanger verbindt met Sogndalsfjøra in Vestland vlotter afgelegd kan worden. De tunnel was bij zijn opening met zijn lengte van 14,4 kilometer 's werelds langste en met een diepste punt op 293 meter onder de waterspiegel 's werelds diepste onderzeese wegtunnel.